# Lautaro (nome)
Lautaro  è un nome proprio di persona spagnolo maschile.

## Origine e diffusione

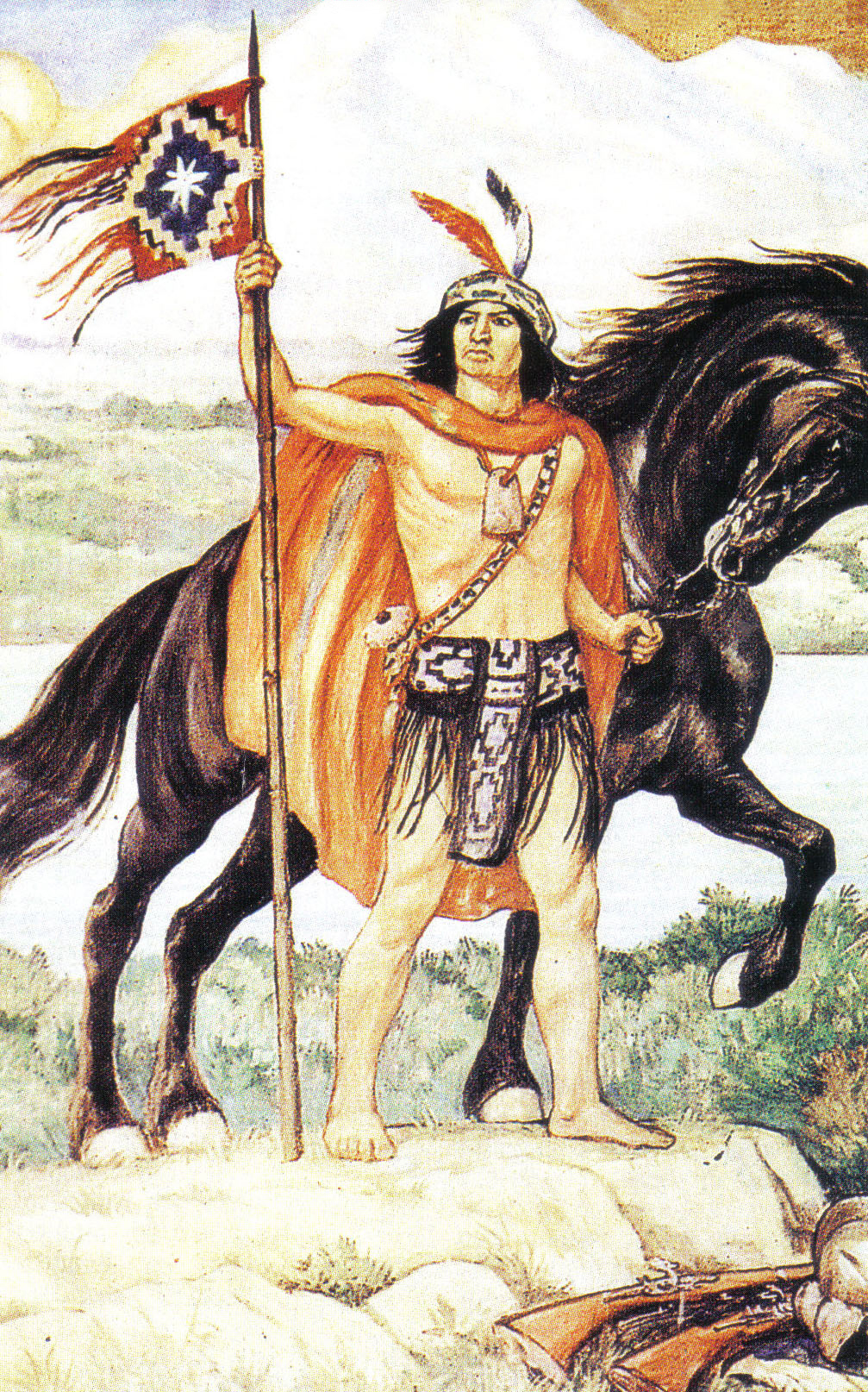
Lautaro in un'illustrazione di Pedro Subercaseaux

Lautaro è la forma ispanizzata del nome Lef-Traru, che in mapudungun, la lingua del popolo amerindo dei Mapuche, significava "falco (tharu o traru) veloce (lef o lev).
Il nome, diffuso principalmente in Sudamerica, fu portato da Lautaro, un capo militare Mapuche vissuto in Cile nel XVI secolo e protagonista di una guerra contro gli Spagnoli, nota come guerra di Arauco.

## Persone
- Lautaro, guerriero Mapuche

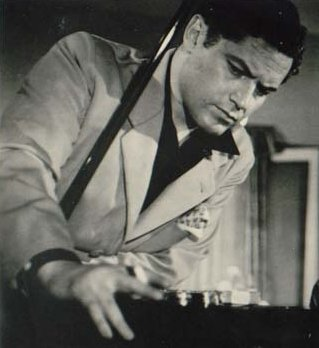
Lautaro Murúa

- Lautaro Acosta, calciatore argentino
- Lautaro Comas, calciatore argentino
- Lautaro Formica, calciatore argentino
- Lautaro Geminiani, calciatore argentino
- Lautaro Gianetti, calciatore argentino
- Lautaro Martínez, calciatore argentino
- Lautaro Montoya, calciatore argentino
- Lautaro Murúa, autore, regista e sceneggiatore cileno
- Lautaro Palacios, calciatore argentino
- Lautaro Rinaldi, calciatore argentino